# Zonder jou (Rob de Nijs)
Zonder jou is een lied van de Nederlandse zanger Rob de Nijs. Het werd in 1980 uitgebracht als single en stond in 1981 als zevende track op het album De regen voorbij.

## Achtergrond
Zonder jou is geschreven door Gerard Stellaard, Tineke Beishuizen en Martine Howard en geproduceerd door Stellaard. Het is een nederpoplied waarin de liedverteller zonder degene waar hij een tijd mee in relatie in heeft gezeten. Het lied was de opvolger van successingle Zondag. In 1995 coverde de zanger samen met Demis Roussos het lied in het Engels onder de titel On My Own, welke met de vijftigste plaats in de Vlaamse Ultratop 50 een kleine hit in België werd. Tijdens het afscheidsconcert van De Nijs in 2022, zong hij het nummer samen met Paskal Jakobsen. Op de B-kant van de single staat Zeven dagen, geschreven door De Nijs, Leonore van Opzeeland en Elly de Nijs en dat als negende track op het album Met je ogen dicht stond.

## Hitnoteringen
Het lied was een bescheiden hit voor de zanger. Het kwam tot de 35e plaats van de Nederlandse Top 40 en stond drie weken in deze lijst. In de vijf weken dat het in de Nationale Hitparade te vinden was, piekte het op de 36e plaats. In de Vlaamse Ultratop 50 had het de 39e plek als hoogste notering. Het stond twee weken in deze lijst.  

### Evergreen Top 1000
| Evergreen Top 1000 "Zonder Jou" | Evergreen Top 1000 "Zonder Jou" | Evergreen Top 1000 "Zonder Jou" | Evergreen Top 1000 "Zonder Jou" | Evergreen Top 1000 "Zonder Jou" | Evergreen Top 1000 "Zonder Jou" | Evergreen Top 1000 "Zonder Jou" | Evergreen Top 1000 "Zonder Jou" | Evergreen Top 1000 "Zonder Jou" | Evergreen Top 1000 "Zonder Jou" | Evergreen Top 1000 "Zonder Jou" | Evergreen Top 1000 "Zonder Jou" | Evergreen Top 1000 "Zonder Jou" | Evergreen Top 1000 "Zonder Jou" | Evergreen Top 1000 "Zonder Jou" | Evergreen Top 1000 "Zonder Jou" | Evergreen Top 1000 "Zonder Jou" |
| Jaar                            | 2008                            | 2009                            | 2010                            | 2011                            | 2012                            | 2013                            | 2014                            | 2015                            | 2016                            | 2017                            | 2018                            | 2019                            | 2020                            | 2021                            | 2022                            | 2023                            |
| ------------------------------- | ------------------------------- | ------------------------------- | ------------------------------- | ------------------------------- | ------------------------------- | ------------------------------- | ------------------------------- | ------------------------------- | ------------------------------- | ------------------------------- | ------------------------------- | ------------------------------- | ------------------------------- | ------------------------------- | ------------------------------- | ------------------------------- |
| Positie                         | 943                             | 906                             | 896                             | 896                             | 873                             | -                               | -                               | -                               | -                               | 844                             | 749                             | 625                             | 470                             | 627                             | 394                             | 273                             |